# Anton Cizelj
Anton "Tone" Cizelj, slovenski zdravnik, * 15. december 1890, Vransko, † 15. september 1960, Ljubljana.

## Življenje in delo
V letih 1911−1914 je na Dunaju študiral medicino, 1920 diplomiral v Innsbrucku ter 1925 opravil ginekološko-porodniško specializacijo ter se kot zdravnik zaposlil v Trbovljah, kjer je do okupacije 1941 vodil novo bolnišnico. Leta 1941 je bil izgnan v Čačak (Srbija). Po nekaj mesecih se je vrnil in bil od 1941 do 1943 zdravnik krajevne bratovske skladnice v Kočevju, ter od 1944 do 1945 vodja civilne bolnišnice za novomeško okrožje in kirurg na osvobojenem ozemlju pri Kanižarici. Po osvoboditvi je bil med drugim vodja Republiškega zavoda za socialno zavarovanje v Ljubljani in sodeloval zlasti pri delu invalidsko-pokojninskih komisij.